# Bierność
Bierność, pasywność (nłac. passivitas) – w metafizyce cecha tego, co podlega lub może podlegać działaniu. Terminem "bierność" określa się alternatywnie doznawanie działania – jest ono jedną z kategorii Arystotelesowskich (πάσχειν, paschein). 